# Thorium
Pour le groupe danois de death metal, voir Thorium (groupe).
Le thorium est l'élément chimique de numéro atomique 90, de symbole Th. C'est un métal de la famille des actinides. Il est découvert en 1829 par le chimiste suédois Jöns Jacob Berzelius et nommé d'après Thor, dieu nordique du tonnerre.
Ses principales applications sont dans les alliages de magnésium utilisés pour les moteurs d'aéronefs. Il aurait un énorme potentiel comme combustible nucléaire, présentant des risques d'accident nucléaire et une production de déchets très fortement réduits. Cette voie est encore en cours d'exploration, divers types de réacteurs étant conçus : réacteur nucléaire piloté par accélérateur, à sels fondus, à très haute température…

## Histoire
Le thorium fut découvert sous forme d'un minéral noir sur l'île de Løvøya, en Norvège, par Morten Thrane Esmark. Esmark en envoya un échantillon à son père, le professeur Jens Esmark, minéralogiste distingué, qui ne fut pas en mesure de l'identifier et en envoya un échantillon au chimiste suédois Jöns Jacob Berzelius pour examen en 1829. Berzelius en fit l'analyse, et nomma le nouvel élément thorium, d'après Thor, dieu scandinave du tonnerre.
Ce nouveau métal resta pratiquement inutilisé jusqu'à l'invention du manchon à incandescence en 1885. Le thorium sera beaucoup utilisé dans ces lampes jusqu’à ce que le marché s’effondre à la fin de la Première Guerre mondiale.
La radioactivité du thorium a été découverte en 1898 indépendamment par la physicienne Marie Curie et le chimiste Gerhard Carl Schmidt.
Entre 1900 et 1903, Ernest Rutherford et Frederick Soddy démontrèrent que le thorium se désintègre suivant une loi de décroissance exponentielle en une série d'autres éléments. Ce constat conduisit à identifier la demi-vie comme l'une des caractéristiques importantes associées aux particules α, et ces expériences les conduisirent à leur théorie de la radioactivité.
La méthode de la zone fondue, découverte par Eduard van Arkel et Jan Hendrik de Boer en 1925, permit de produire du thorium métallique de haute pureté.
Au début de l'étude de la radioactivité, le nom d’ionium (symbole Io) a été donné à l'isotope 230Th, trouvé dans la chaîne de désintégration de l'uranium 238, avant que l'on ne se rendît compte que thorium et ionium étaient chimiquement identiques.

## Propriétés

### Physique et chimie

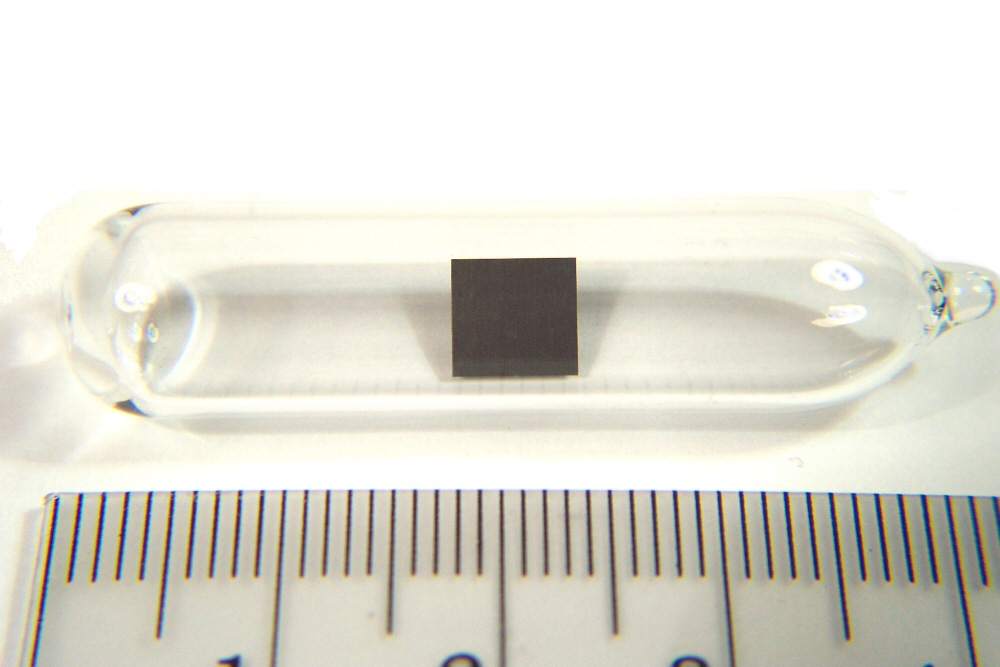
Échantillon de thorium dans une ampoule d'argon.

Lorsqu’il est pur, le thorium est un métal gris-blanc qui conserve son lustre pendant plusieurs mois, grâce à l'oxyde qui le protège. Toutefois, quand il est exposé à l'oxygène, le thorium ternit lentement dans l'air, devient gris et finalement noir.
Le dioxyde de thorium (ThO2) est l'un des meilleurs matériaux réfractaires avec une température de fusion de 3 300 °C.
Le thorium métal en poudre est souvent pyrophorique et doit être manipulé avec soin. Chauffé dans l'air, des copeaux de thorium peuvent s'enflammer et brûler brillamment avec une lumière blanche.
Le thorium est l'élément qui a la plus grande plage de température pour son état liquide : 3 033 K entre son point de fusion et son point d'ébullition à pression atmosphérique.

### Isotopes
Tous les isotopes du thorium sont radioactifs. Le thorium naturel est constitué presque exclusivement du thorium 232, de très longue demi-vie (14 milliards d'années). En raison de l'abondance significative du thorium 230 (fraction molaire de l'ordre de 2.2.10−4), le thorium n'est cependant pas un élément mononucléidique.
Le thorium 232 est un isotope fertile : en absorbant un neutron, il se transmute en thorium 233 (radioactif), qui se désintègre ensuite en protactinium 233 (radioactif), qui se désintègre à son tour en uranium 233, fissile.
Son activité massique est de 4,10 × 103 Bq/g.

### Radiotoxicité
Le thorium naturel se désintègre plus lentement que la plupart des autres matières radioactives, et les rayonnements α émis ne peuvent pas pénétrer la peau humaine. La détention et la manipulation de petites quantités de thorium, comme celles contenues dans un manchon à incandescence, sont considérées comme non dangereuses tant que l'on ne va pas inhaler ou ingérer le thorium, par exemple à la suite d'un feu de thorium dans le contexte de l'industrie nucléaire.
Il ne représente un danger radiologique que par inhalation ou ingestion massive — les poumons et les autres organes internes peuvent être atteints par les rayonnements alpha. Une exposition massive à un aérosol de thorium peut conduire à une augmentation du risque de cancer du poumon, du pancréas et du sang. Une ingestion massive de thorium conduit à une augmentation du risque de maladies du foie.
La radiotoxicité du thorium 232 (seul isotope naturel) est évaluée à 2,3 × 10−7 Sv/Bq en ingestion et 1,1 × 10−4 Sv/Bq en inhalation. L'activité massique du thorium étant de 4,1 kBq/g, une dose efficace d'un sievert (ordre de grandeur objectivement dangereux en une fois) serait atteinte par l'inhalation de 2,22 g de thorium ou par l'ingestion de 1,06 kg de métal. Cependant, d'une part la valeur limite d'exposition annuelle des travailleurs du nucléaire est de 20 mSv (44,4 mg de thorium 232 inhalé), d'autre part ces valeurs sont celles du thorium 232 seul, or le thorium naturel est en équilibre séculaire avec ses descendants, ce qui impose de considérer les radiotoxicités de ceux-ci. Il est pour cette raison classé parmi les radionucléides les plus dangereux.
Cet élément n'a pas de rôle biologique connu. Il est parfois utilisé comme agent de contraste pour les radiographies.
La chaîne de désintégration du thorium produit du « thoron » (220Rn), qui est un émetteur alpha et présente un risque radiologique théorique comme pour tous les isotopes du radon, son état gazeux le rendant susceptible d'être facilement inhalé. Sa très faible demi-vie (55,6 secondes) le rend très peu mobile en pratique. Il reste cependant souhaitable de bien ventiler les zones où le thorium est stocké ou manipulé en quantités importantes.

## Géologie et minéralogie

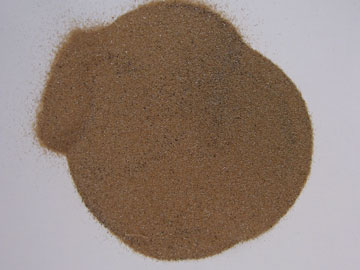
La monazite, un phosphate de thorium et de terres rares, principal minerai de thorium.

### Abondance et gisements
L'abondance terrestre du thorium 232 est trois à quatre fois plus grande que celle de l'uranium 238
Faiblement radioactif, le thorium 232 se désintègre très lentement (sa demi-vie, 1,405 × 1010 années, égale environ trois fois l'âge de la Terre). Un cinquième seulement du thorium initialement présent sur Terre s'est désintégré pour former, en fin de chaîne radioactive, du plomb 208. Le thorium 232 est par ailleurs le terme de plus longue demi-vie de la chaîne de désintégration du plutonium 244, une radioactivité éteinte.
Le thorium se trouve en petites quantités dans la plupart des roches et sols, il est quatre fois plus abondant que l'uranium, à peu près aussi fréquent que le plomb. Un terrain normal contient en moyenne environ 12 ppm (parties par million) de thorium.
Le thorium se rencontre dans plusieurs minéraux. Les minerais de thorium sont la thorite ThSiO4, la thorianite ThO2 et surtout la monazite (Ce,La,Nd,Th)PO4, le plus commun, phosphate de thorium et de terres rares, qui peut contenir jusqu'à environ 12 % d'oxyde de thorium.
Il en existe de grands gisements en France (Bretagne), en Australie, en Inde et en Turquie. On trouve de la monazite à forte teneur en thorium en Afrique, en Antarctique, en Australie, en Europe, en Amérique du Nord et en Amérique du Sud[réf. non conforme].
D'autres isotopes du thorium se rencontrent à l'état de traces. Dans la chaîne de désintégration du thorium (le 228Th ; 1,91 an) ; de l'uranium 238 (le 230Th ; 75 000 ans) ; et de l'uranium 235 (le 231Th ; 25,6 heures). Leur courte durée de vie entraîne une activité massique importante, et les rend beaucoup plus radioactifs que 232Th ; mais en masse, ils sont d'une abondance négligeable.

### Extraction minière
Le thorium est principalement extrait de la monazite, par un traitement en plusieurs étapes.
Dans un premier temps, le sable de monazite est dissous dans un acide inorganique tel que l'acide sulfurique (H2SO4). Dans un deuxième temps, le thorium est extrait dans une phase organique contenant une amine. Ensuite, il est séparé à l'aide d'ions tels que les nitrates, chlorure, hydroxyde ou carbonate, ce qui fait passer à nouveau le thorium en phase aqueuse. Enfin, le thorium est précipité sous forme relativement impure, et recueilli, puis converti en nitrate de thorium.
La réaction entre la monazite et une solution concentrée d'hydroxyde de sodium (NaOH) peut également être exploitée. Celle-ci donne comme produit un hydroxyde solide qui peut ensuite être traité avec un acide inorganique comme l'acide chlorhydrique (HCl). L'addition d'hydroxyde de sodium à la solution obtenue après traitement conduit à la précipitation d'hydroxyde de thorium relativement impur qui peut ainsi être séparé de la solution. L'hydroxyde obtenu est placé au contact d'acide nitrique (HNO3), donnant du nitrate de thorium.
Le nitrate obtenu par ces deux procédés est purifié par dissolution dans du phosphate de tributyle dilué dans un hydrocarbure adapté et exposition de la solution obtenue à de l'acide nitrique, ce qui a pour conséquence d'éliminer une grande partie des terres rares résiduelles et d'autres impuretés métalliques. L'uranium éventuellement présent demeure dans la même solution que le thorium. Pour les séparer, la solution de phosphate de tributyle est à nouveau exposée à de l'acide nitrique, laissant l'uranium dans cette solution et entraînant le thorium hors de celle-ci.
Le nitrate de thorium purifié obtenu peut éventuellement être thermolysé pour donner le dioxyde de thorium (ThO2)
La réduction de ThO2 passe par l'intermédiaire du fluorure de thorium (ThF4) formé lors de la réaction entre le dioxyde de thorium et le fluorure d'hydrogène gazeux (HF). ThF4 est ensuite mélangé avec du calcium et un halogénure de zinc (chlorure ou fluorure), l'ensemble étant sous forme pulvérulente. Le mélange, porté à environ 650 °C dans une enceinte spécifique, donne un alliage de thorium et de zinc et du chlorure ou du fluorure de calcium suivant les réactions :
ThF4 + 3 Ca + ZnCl2 ⟶ Th + Zn + 2 CaF2 + CaCl2 ;
ThF4 + 3 Ca + ZnF2 ⟶ Th + Zn + 3 CaF2.
L'alliage résultant est ensuite porté au-dessus de 907 °C, point d'ébullition du zinc, mais en dessous du point de fusion du thorium, laissant une éponge de thorium qui est ensuite fondue et moulée en lingots.

## Utilisation

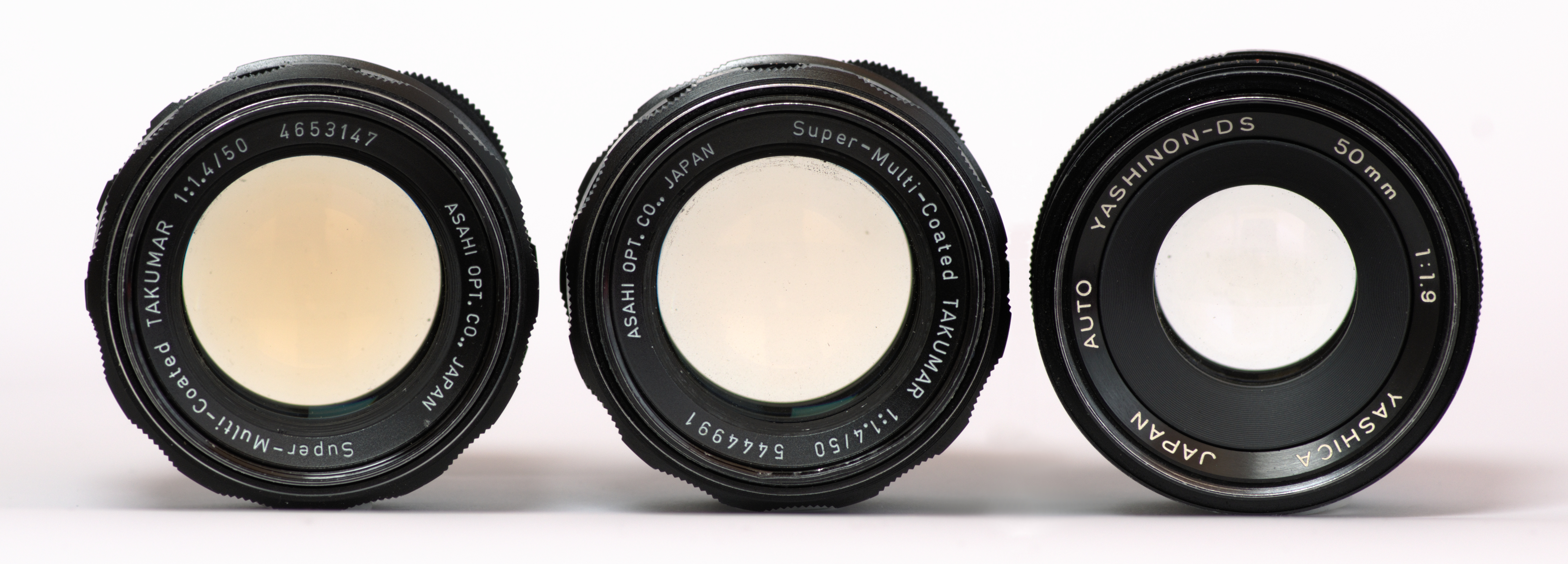
Lentille au thorium jaunie par les radiations (à gauche), lentille au thorium similaire après avoir subi un traitement aux ultraviolets (au centre) et lentille sans jaunissement pour comparaison (à droite).

Le thorium a de nombreuses applications industrielles.
- Électrode, cathode : le thorium possède un travail de sortie bas, ce qui permet une intense émission d'électrons par émission thermoïonique. C'est la raison pour laquelle certaines électrodes en tungstène utilisées dans les procédés de soudages sous gaz inerte (TIG) sont additionnées d'oxyde de thorium dans des proportions variant entre 0,35 % et 4,20 %. L’amorçage de l'arc électrique s'en trouve facilité tandis que les propriétés réfractaires de l'oxyde augmente la longévité de l'électrode en lui conférant un point de fusion à près de 4 000 °C. On utilise également du thorium pour les électrodes de tubes à décharge en revêtement des filaments de tungstène, ainsi que dans les cathodes de nombreux dispositifs électroniques.
- Verres optiques : dans la fabrication de lentilles de qualité pour les appareils photo et des instruments scientifiques. Le verre contenant de l'oxyde de thorium a un indice de réfraction élevé et une faible dispersion, ce qui diminue l'aberration optique.
- Manchon à incandescence : on utilise la très mauvaise conductivité thermique de l'oxyde de thorium (en mélange avec l'oxyde de cérium) pour augmenter la température des manchons d'éclairage et donc leur luminosité.
- Produit réfractaire (creuset) : Pour les applications à haute température de matériau céramique, par addition d'oxyde de thorium, on obtient un type de porcelaine très dure et résistante aux températures élevées.
- Comme agent d'alliage dans les structures en acier.
- Il est utilisé dans l'industrie électronique comme détecteur d'oxygène.
- Il est utilisé en chimie comme catalyseur dans la transformation de l'ammoniac en acide nitrique, dans l'industrie pétrolière pour le cracking et l'extraction d'hydrocarbures de carbone, et pour la production industrielle d'acide sulfurique.
- L'oxyde de thorium a été utilisé dans les années 1930 et 1940 pour préparer le thorotrast, une suspension colloïdale injectable utilisée comme produit de contraste en radiologie à cause de ses qualités d'absorption des rayons X. Le produit sans effet secondaire immédiat s'est révélé cancérogène à long terme sous l'effet des particules α émises par le thorium 232. La substance est inscrite sur la liste des produits cancérogènes pour l'homme. Depuis les années 1950, ce produit a été remplacé par des molécules iodées hydrophiles, universellement utilisées aujourd'hui[Quand ?] comme agents de contraste pour les examens aux rayons X.

## Industrie nucléaire

### Isotope fertile
Le thorium, ainsi que l'uranium et le plutonium, peut être utilisé comme combustible dans un réacteur nucléaire. Bien qu'il ne soit pas fissible lui-même, 232Th est un isotope fertile comme l'uranium 238. En réacteur, il est susceptible d’absorber un neutron (thermique ou lent) pour produire après deux émissions bêta un atome d'uranium 233, qui est fissile. Le mécanisme est le suivant : le 232Th absorbe un neutron pour devenir 233Th qui, en principe, émet un électron et un antineutrino (νe) par désintégration β− pour se transformer en protactinium 233 (233Pa), lequel émet encore un électron et un anti-neutrino par une deuxième désintégration β− pour se transformer en uranium 233 (233U) avec une période de 27 jours environ :
1
0n + 232
90Th ⟶ 233
90Th ⟶ 233
91Pa + e− + νe ;
233
91Pa ⟶ 233
92U + e− + νe.
Le combustible irradié peut ensuite être déchargé du réacteur, l'uranium 233 séparé du thorium (ce qui est un processus relativement simple puisqu'il s'agit d'une séparation chimique et non d'une séparation isotopique), et réinjecté dans un autre réacteur dans le cadre d'un cycle du combustible nucléaire fermé.

### Cycle du thorium
En tant que produit fissile, l'uranium 233 (233U) présente de meilleures propriétés que les deux autres isotopes fissiles utilisés dans l'industrie nucléaire, l'uranium 235 (235U) et le plutonium 239 (239Pu). Avec des neutrons lents, il fissionne en donnant plus de neutrons par neutron absorbé (en revanche, dans les réacteurs à neutrons rapides, le rendement neutronique du plutonium 239 augmente considérablement, dépassant celui du thorium). À partir de matières fissibles (235U ou 239Pu), il est possible de l'utiliser dans un cycle surgénérateur plus efficace que celui actuellement possible avec le plutonium ou l'uranium.
Différentes voies ont été proposées pour exploiter l'énergie du thorium.
L'exploitation du thorium par des réacteurs nucléaires à sels fondus paraît aujourd'hui[Quand ?] être la voie la plus prometteuse ; elle est à l'étude dans plusieurs pays dont la France, les États-Unis, la Chine, l'Inde et le Japon.
Des recherches complémentaires ainsi que des moyens financiers et industriels importants sont encore nécessaires pour la réalisation de réacteurs commerciaux.
La faisabilité de la technologie paraît cependant presque acquise, l'horizon 2025 étant avancé par les équipes de développement les plus en pointe.
En janvier 2012, un avis de l'Académie des sciences de Paris souligne l'importance pour l'industrie nucléaire de soutenir les recherches sur les technologies émergentes telles que les réacteurs de quatrième génération et la filière du thorium.

### Contrôle des matières nucléaires
En tant qu'isotope fertile, le thorium est une des matières visées par le traité sur la non-prolifération des armes nucléaires.
En France, le thorium est une matière nucléaire dont la détention est réglementée (Article R1333-1 du code de la défense).

### Prospective, recherche et développement
En 2018, la Chine, confrontée à une pollution croissante de l'air, notamment due aux énergies fossiles, a annoncé vouloir, parmi d'autres pistes de solutions, développer la recherche sur le thorium dans le pays, visant la construction d'un prototype de réacteur à sel fondu alimenté au thorium vers 2028 (c'est-à-dire en 10 ans et non 25 ans comme annoncé auparavant), qui pourrait théoriquement produire moins de déchets radioactifs qu'une centrale à uranium, avec une durée de vie plus courte (500 ans). Un pôle de recherche devrait être développé à Shanghai avec des chercheurs qui se montrent encore prudents : « nous ignorons encore beaucoup de choses sur les caractéristiques physiques et chimiques du thorium. Il y a tant de problèmes à résoudre en si peu de temps » rappelle le Professeur Li Zhong (notamment sur la gestion de la corrosivité des sels fondus).
Cependant en octobre 2021, la Chine annonce avoir démarré un réacteur expérimental, à sels fondus le modèle TMSR-LF1.